# Edith Widder
Edith Anne « Edie » Widder Smith, née le 11 juin 1951, est une océanographe et biologiste marine américaine. Elle est cofondatrice, PDG et responsable scientifique de l’Ocean Research & Conservation Association.

## Biographie
Edith Widder est née le 11 juin 1951 à Arlington dans le Massachusetts. Elle est la fille de David Widder, professeur de mathématiques à l'université Harvard, et de Vera Widder, mathématicienne également,. Elle est mariée à un informaticien.

### Études
Elle obtient un bachelor de biologie magna cum laude à l'université Tufts, une maîtrise en biochimie et en 1982 un doctorat en neurobiologie à l'université de Californie à Santa Barbara.

### Carrière scientifique
Widder est directrice du département de bioluminescence au centre océanographique de Harbour Branch de 1989 à 2005. Certifiée en tant que pilote de recherche scientifique pour les systèmes de plongée atmosphérique en 1984, elle opère la combinaison de plongée profonde WASP ainsi que les submersibles individuels DEEP ROVER et DEEP WORKER. Elle fait plus de 250 plongées dans les submersibles JOHNSON SEA LINK. Ses recherches sur les submersibles sont présentées dans des productions télévisuelles de la BBC, PBS, Discovery Channel et National Geographic,.
Spécialiste de la bioluminescence, elle conçoit et invente de nouveaux instruments et techniques permettant aux scientifiques de voir l'océan sous un nouveau jour, notamment HIDEX, le bathyphotomètre de l'US Navy pour mesurer la bioluminescence dans l'océan, et Eye in the Sea (EITS), un système de caméra télécommandée permettant d'observer les profondeurs,,.
En 2005, Widder cofonde l'Ocean Research & Conservation Association (ORCA), une organisation à but non lucratif vouée à la protection des écosystèmes aquatiques par le développement de technologies innovantes et à des actions de conservation fondées sur la science. Elle transforme des problèmes scientifiques complexes en solutions techniques et favorise ainsi une meilleure compréhension de la vie des océans.
En septembre 2006, elle reçoit la prestigieuse bourse MacArthur de la Fondation John D. et Catherine T. MacArthur.
En 2010, avec le support des conférences TED, elle participe à une Mission Blue aux Galapagos.
En 2012, à bord du MV Alucia d'Ocean, une équipe de scientifiques composée d'Edith Widder, du biologiste marin Steve O'Shea et du zoologiste Tsunemi Kubodera filme un calmar géant (Architeuthis dux) dans son habitat naturel. Afin d'éviter d'éviter d'effaroucher l'animal, Edith Widder équipe la caméra d'une source de lumière peu intense et rouge, car elle émet l'hypothèse que peu d'animaux vivant à ces profondeurs peuvent voir la lumière rouge. De plus, pour attirer le calmar, elle munit l'appareil d'une source de lumière imitant la bioluminescence des proies de l'animal. Le système fonctionne si bien qu'un calmar géant attaque la caméra,,.
En 2019, à bord du R / V Point Sur de l'Université du sud du Mississippi, Edith Widder et Nathan J.Robinson filment un calmar géant dans les eaux américaines.

## Prix et reconnaissances
- 2006 : bourse MacArthur[19]
- 2015 : nommée Explorateur émérite par la Roy Chapman Andrews Society[20]
- 2018 : citation du mérite du Club Explorers[21]
- 2020 : prix Captain Don Walsh 2020 pour l'exploration océanique établi par la Marine Technology Society et la Society of Underwater Technology[22]

## Publications
- Widder, Latz et Case, « Marine bioluminescence spectra measured with an optical multichannel detection system », The Biological Bulletin, vol. 165, no 3,‎ 1983, p. 791–810 (ISSN 0006-3185, PMID 29324013, DOI 10.2307/1541479, JSTOR 1541479)
- Widder, Latz, Herring et Case, « Far Red Bioluminescence from Two Deep-Sea Fishes », Science, vol. 225, no 4661,‎ 1984, p. 512–514 (PMID 17750854, DOI 10.1126/science.225.4661.512, Bibcode 1984Sci...225..512W)
- Widder, Johnsen, Bernstein et Case, « Thin layers of bioluminescent copepods found at density discontinuities in the water column », Marine Biology, vol. 134, no 3,‎ 1999, p. 429–437 (DOI 10.1007/s002270050559)
- Johnsen, S. et EA Widder. (1999) La base physique de la transparence dans les tissus biologiques: l'ultrastructure et la minimisation de la diffusion de la lumière. J. Theor. Biol. 199: 181–198
- Widder, « Bioluminescence in the Ocean: Origins of Biological, Chemical, and Ecological Diversity », Science, vol. 328, no 5979,‎ 2010, p. 704–708 (PMID 20448176, DOI 10.1126/science.1174269, Bibcode 2010Sci...328..704W)